# Walter Poeggel
Walter Poeggel (* 9. Oktober 1929 in Baldenburg, Kreis Schlochau; † 28. Mai 2019) war ein deutscher Völkerrechtler und ordentlicher Professor an der Universität Leipzig.

## Leben
Poeggel wurde als Sohn einer pommerschen Gärtnerfamilie in einer Kleinstadt im heutigen Polen geboren. Er besuchte als so genannter Umsiedler nach Kriegsende in der SBZ ab 1948 eine einjährige Förderklasse an der Oberschule in Franzburg in Mecklenburg-Vorpommern und erlangte dort 1951 das Abitur. Anschließend studierte er Rechtswissenschaft an der Universität Leipzig bis 1955 und wurde dort Assistent sowie später Oberassistent. An der Leipziger Juristenfakultät wurde er 1959 zum Dr. jur. promoviert mit einer Arbeit über die Saarfrage. Im Jahre 1963 habilitierte er sich auf dem Fachgebiet Völkerrecht durch eine Kollektiv-Habilitationsschrift gemeinsam mit dem Leipziger Staats- und Rechtstheoretiker Ingo Wagner: Die theoretisch-politische und völkerrechtliche Problematik einer deutschen Konföderation als Weg zur Durchsetzung der Hauptgesetzmäßigkeit unserer Epoche in ganz Deutschland, nachdem er ab Juni 1961 einen Lehrauftrag für Völkerrecht an der Juristenfakultät der Universität Leipzig erhalten hatte. Er folgte einer Einladung des Allgemeinen Studentenausschusses zu einer Diskussionsveranstaltung nach Frankfurt am Main in Anwesenheit des Rechtsprofessors Helmut Ridder (Bonn). Poeggel empfahl auf der Podiumsdiskussion in der Frankfurter Universität als Weg zur Wiedervereinigung eine nationale Konföderation.
Zum Professor mit Lehrauftrag für Völkerrecht wurde er 1965 ernannt. Vorübergehend war ab Mai 1968 Prorektor für Gesellschaftswissenschaften. Ab 1. September 1970 wurde er Direktor des „Instituts für Internationale Studien der Karl-Marx-Universität Leipzig“. Nach der politischen Wende übernahm er im Frühjahr 1990 für sechs Monate eine Stelle als Gastprofessor an der Universität Bochum. Nach der Emeritierung verbrachte er seinen Lebensabend in Günthersdorf, einem Ortsteil der Stadt Leuna in Sachsen-Anhalt.

## Ehrungen (Auswahl)
- Vizepräsident der Gesellschaft für Völkerrecht in der DDR
- Verdienstmedaille der DDR, 1974
- Mitglied im „Beirat für Weltraumtfragen“ beim DDR-Friedensrat, 1984[7]
- Grußschreiben von Erich Honecker anlässlich Poeggels 60. Geburtstages[8]

Poeggels war Mitglied in der International Law Association.

## Veröffentlichungen (Auswahl)
- mit Ingo Wagner: Die deutsche Konföderation. Eine theoretisch-politische und völkerrechtliche Studie. Berlin (DDR) 1964.
- mit Rudolf Arzinger: Westberlin, selbständige politische Einheit. Berlin (DDR) 1965
- mit Rolf Meissner und Christel Poeggel: Staatennachfolge in Verträge. Berlin (DDR) 1980
- mit Rolf Meissner: Staatennachfolge im Völkerrecht. Berlin (DDR)
- Zur Wiener Konvention über Verträge zwischen Staaten und internationalen Organisationen von 1986.[9]
- Völkerrecht. Grundriss. Berlin (DDR) 1988, ISBN 3-329-00336-7.[10]
- Deutsch-polnische Nachbarschaft. Die Verträge über Grenzen und gute Nachbarschaft, Grundlage für ein konstruktives Verhältnis zwischen Deutschland und Polen. Leipzig 1993.
- Der deutsch-tschechoslowakische Nachbarschaftsvertrag als Ausgangspunkt einer neuen Ära in den gegenseitigen Beziehungen. Leipzig 1994.
- Der Völkerbund als zwischenstaatliche Organisation für den Weltfrieden und die Haltung Deutschlands. Zum 75. Jahrestag der Gründung des Völkerbundes. Leipzig 1995.